# 空間充填

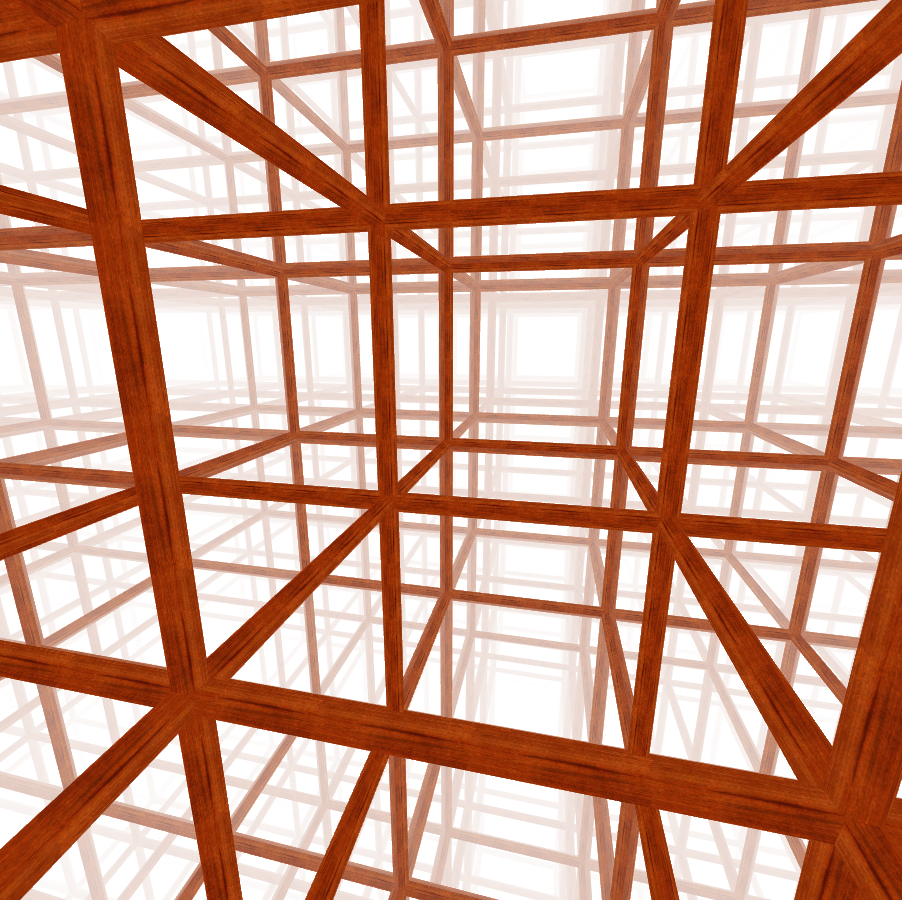
立方体による空間充填（辺のみ可視化）

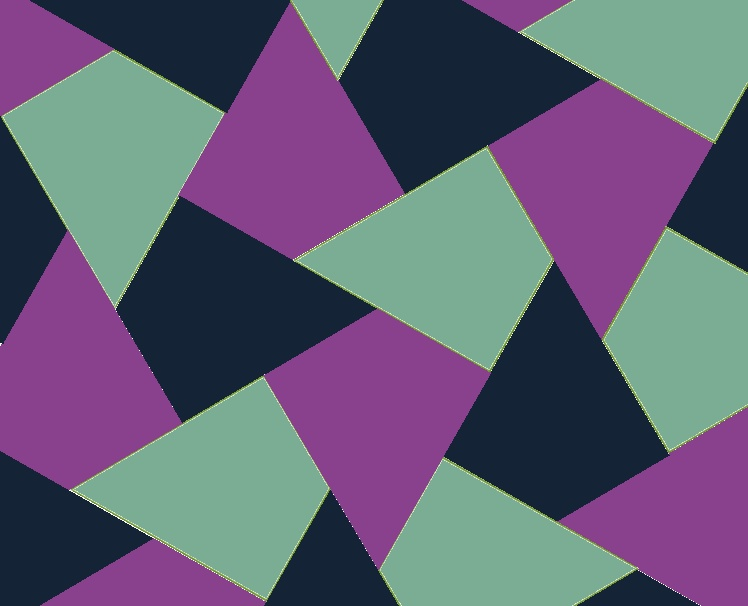
2次元空間充填（平面充填）の例

空間充填（くうかんじゅうてん）、空間分割（くうかんぶんかつ）（英: Space-filling）とは、空間内を図形で隙間なく埋め尽くす操作である。単に充填ともいう。広義のテセレーション (tessellation) とも言うが、テセレーションとは（特にデザイン分野で）2次元におけるユークリッド空間の充填、つまり平面充填のことを指すのが本来の意味であり、これをより高次の次元にまで当てはめたものが空間充填である。
空間充填によって構成された立体を空間充填立体（英: Space-filling polyhedron）と言い、空間充填によって埋め尽くされた空間を空間充填形という。定義からいえば空間はどんな空間でもよいが、単に空間充填・空間分割といえば、3次元ユークリッド空間の充填であることが多い。
n 次元超球面の多胞体による充填は、n + 1 次元多胞体とみなすことができる。そのため、超球面以外でも n 次元の空間充填は n + 1 次元多胞体と共通点が多く、便宜上多胞体に含めて論ずることもある。

## 3次元ユークリッド空間
3次元空間充填は、ブロック積み、ハニカム (honeycomb) ということもある。充填に使う図形はブロック (block) という。

### 平面充填との関係
平面充填図形を柱体・斜柱体にしたものは全て、空間充填可能である。たとえば、任意の三角形は平面充填可能なので、任意の三角柱は空間充填可能である。
逆に、空間充填を平面に投影すると、平面充填が得られる。以下はその例である。なお投影の角度を変えれば、また別の平面充填が得られる。
- 立方体 → 正方形
- 菱形十二面体 → ペンローズ・タイル

### 一様多面体（およびその双対）による空間充填

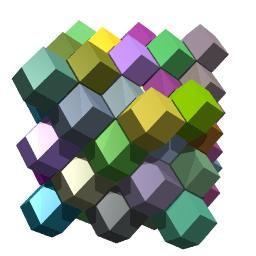
菱形十二面体による空間充填

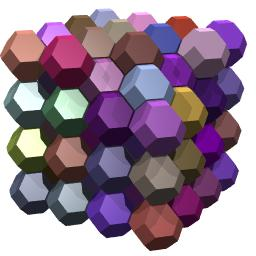
切頂八面体による空間充填

#### 1種類
一種類の多面体で空間充填できるのは、平面に比べて幅広く、広義の一様多面体（正多面体、半正多面体、正角柱など）およびそれらの双対の中からでは、以下のようになる。 { ... } はシュレーフリ記号である。
- 立方体（アルキメデスの正四角柱） {4, 3, 4}
- アルキメデスの正三角柱
- アルキメデスの正六角柱
- 切頂八面体
- 菱形十二面体

このうち最初の3つは、正方形、正三角形、正六角形による平面充填を柱体にしたものである。切頂八面体・菱形十二面体のみが、本質的に3次元的な空間充填可能な一様多面体である。
これらの双対充填は次のとおりである。
- 立方体 → 立方体
- アルキメデスの正三角柱 → 正六角柱（辺の長さが変わるのでアルキメデスの角柱にはならない）
- アルキメデスの正六角柱 → 正三角柱
- 切頂八面体 → 四面体の1種
- 菱形十二面体 → 正四面体と正八面体（2種類）

これらのアフィン変換も、空間充填図形である。たとえば、立方体に対する平行六面体、アルキメデスの正三角柱に対する斜三角柱などである。また、対応する面（たとえば反対側の平行面）に凹凸をつけたり、充填図形を合同ないくつかの図形に再分割したりしても、新しい充填図形が得られる。しかしこれらは、数学的には本質的に新しいものとは言えない。
菱形十二面体による充填の双対充填形は四面体で構成されるし、またどのような多面体も四面体に分割できるので、四面体による充填は可能である。ただしそれが可能なのは、限られた形の四面体だけである。任意の三角形で充填ができる2次元空間とは異なる。
1つの図形の平行移動だけで空間充填できる図形を平行多面体といい、全ての面が反対側の面と平行である。変形で得られるものを除けば以下の5種類である。
- 立方体
- アルキメデスの六角柱（単に六角柱とすることも多い）
- 切頂八面体
- 菱形十二面体
- 長菱形十二面体

これのうち長菱形十二面体だけが、広義の一様多面体かその双対ではない（アフィン変換等でも得られない）。

#### 2種類

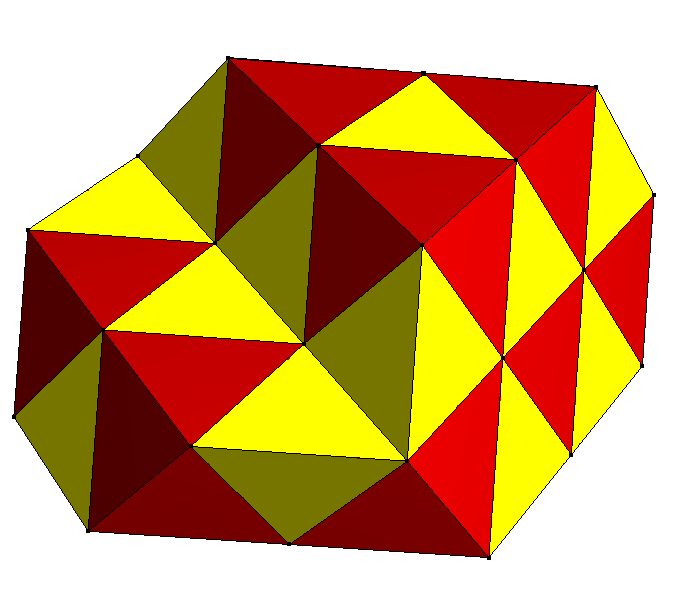
正四面体と正八面体による空間充填

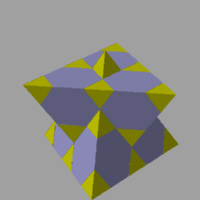
正四面体と切頂四面体による空間充填

2種類以上の場合も同じように多く、広義の一様多面体とその双対の中でもかなり多い。正多面体、半正多面体、正角柱からでは、以下のようなものがある。
- 正四面体と正八面体
- 正四面体と切頂四面体
- 正八面体と切頂六面体
- 正八面体と立方八面体
- 斜方切頂立方八面体と正八角柱

#### 3種類
- 切頂四面体と切頂八面体と立方八面体
- 切頂四面体と切頂六面体と斜方切頂立方八面体
- 正四面体と立方体と斜方立方八面体
- 立方体と立方八面体と斜方立方八面体
- 立方体と切頂八面体と斜方切頂立方八面体

#### 4種類
- 立方体と切頂六面体と斜方切頂立方八面体と正八角柱

また等面菱形多面体の各種を組み合わせても空間を充填する。

### ジョンソンの立体を含む空間充填
空間充填を構成する立体を、正多面体、半正多面体だけでなく、ジョンソンの立体をも含める場合には、以下のような組み合わせがある。

#### １種類
- ジョンソンの立体２６番（異相双三角柱）

#### ２種類
- ジョンソンの立体１番（正四角錐）とジョンソンの立体３番（正三角台塔）
- ジョンソンの立体１番（正四角錐）とジョンソンの立体7番（正三角錐柱）
- ジョンソンの立体１番とジョンソンの立体２７番（同相双三角台塔）
- 正四面体とジョンソンの立体１番
- 正四面体とジョンソンの立体４番（正四角台塔）
- 正四面体とジョンソンの立体８番（正四角錐柱）
- 正四面体とジョンソンの立体２８番（同相双四角台塔）
- 正八面体とジョンソンの立体３番
- 正八面体とジョンソンの立体７番（正三角錐柱）
- 正八面体とジョンソンの立体１２番（双三角錐）
- 切頂四面体とジョンソンの立体１２番
- 切頂六面体とジョンソンの立体１番
- 立方八面体とジョンソンの立体１番

#### ３種類
- 正四面体とジョンソンの立体１番とジョンソンの立体１８番（正三角台塔柱）
- 正四面体とジョンソンの立体１番とジョンソンの立体３５番（同相双三角台塔柱）
- 正四面体とジョンソンの立体１番とジョンソンの立体３６番（異相双三角台塔柱）
- 正四面体とジョンソンの立体１番とジョンソンの立体１５番（双四角錐柱）
- 正四面体と正六面体とジョンソンの立体２８番
- 正四面体と正八面体とジョンソンの立体１５番
- 正六面体と正十二面体とジョンソンの立体９１番（双三日月双丸塔）
- 正六面体と立方八面体とジョンソンの立体４番
- 正六面体と立方八面体とジョンソンの立体１９番（正四角台塔柱）
- 正六面体と立方八面体とジョンソンの立体２８番
- 正六面体と正四面体とジョンソンの立体１９番
- 正八面体とジョンソンの立体１番とジョンソンの立体３番
- 正八面体とジョンソンの立体１番とジョンソンの立体７番

#### ４種類以上
- 正四面体と正六面体と立方八面体と[ジョンソンの立体２８番、ジョンソン立体２９番（異相双四角台塔）]のいずれかまたは組み合わせ
- 正四面体とジョンソンの立体１番と[正六面体、ジョンソンの立体８番、ジョンソンの立体１５番]のいずれかまたは組み合わせと[ジョンソンの立体２８番、ジョンソン立体２９番]のいずれかまたは組み合わせ
- 正四面体と正六面体と立方八面体とジョンソンの立体３７番（異相双四角台塔柱）
- 正四面体と正六面体とジョンソンの立体１番とジョンソンの立体８番
- 正四面体と正八面体とジョンソンの立体１番とジョンソンの立体１５番
- 正四面体とジョンソンの立体８番とジョンソンの立体１５番とジョンソンの立体１９番
- 正四面体とジョンソンの立体１番とジョンソンの立体２８番と[正六面体、ジョンソンの立体８番、ジョンソンの立体１５番]のいずれかまたは組み合わせ
- 正四面体とジョンソンの立体１番とジョンソンの立体３７番と[正六面体、ジョンソンの立体８番、ジョンソンの立体１５番]のいずれかまたは組み合わせ
- 正四面体と正六面体とジョンソンの立体１番とジョンソンの立体１９番と[ジョンソンの立体８番、ジョンソンの立体１５番]のいずれかまたは組み合わせ
- 正四面体とジョンソンの立体１番とジョンソンの立体４番と[正六面体、ジョンソンの立体８番、ジョンソンの立体１５番]のいずれかまたは組み合わせ

（このリストは完全ではないかも知れません。完成させるためのご協力をよびかけます。）

## 低次元ユークリッド空間
1次元ユークリッド空間充填としては、自明な「線分による充填」がある。
2次元ユークリッド空間充填は、平面充填である。

## 高次元ユークリッド空間

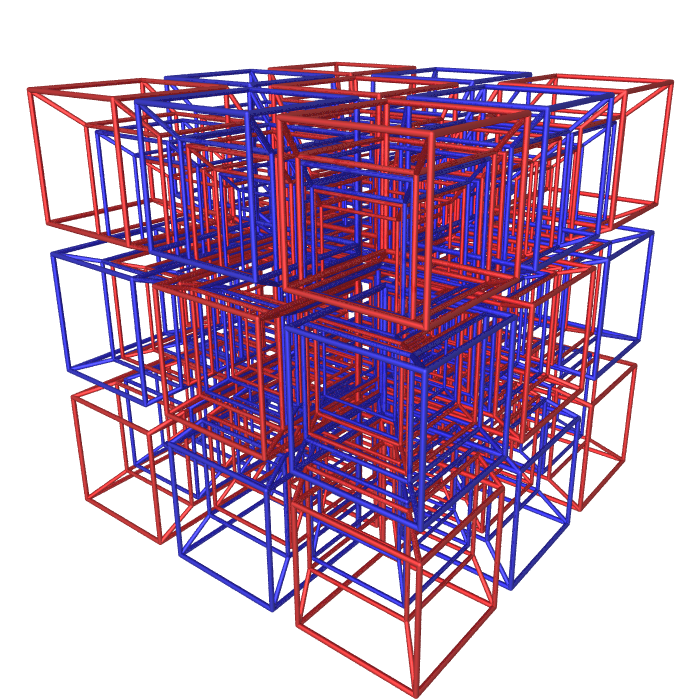
正八胞体による4次元空間充填 {4,3,3,4} の投影図

4次元正多胞体の中では次の3つが1種類で空間充填図形である。
- 正八胞体（超立方体） {4,3,3,4}
- 正十六胞体 {3,3,4,3}
- 正二十四胞体 {3,4,3,3}

正八胞体による充填は自らと双対で、残りの2つは互いに双対である。
5次元以上の正多胞体の中では、1つ低次元な充填から自明な、超立方体での充填のみが可能である。これ以外の正充填形があるのは、2次元と4次元だけである。

## 非ユークリッド空間
非ユークリッド空間でも空間充填は可能である。

正五角形による2次元双曲空間充填 {5,4}

たとえば、双曲空間では多角形の角がユークリッド空間より小さくなるため、正七角形による2次元双曲空間充填 {7,3} など、ユークリッド空間で実現しようとすれば角の和が360°を超える充填が可能になる。
球面空間では多角形の角がユークリッド空間より大きくなるため、ユークリッド空間で実現しようとすれば角の和が360°より小さくなるが、これは一つ高次元のユークリッド空間上の正多胞体とみなせる。たとえば、2次元球面空間充填は正多面体、3次元球面空間充填は正多胞体である。